# Like a Rock
Pour la chanson Like a Rock, voir Comme un roc.
Albums de Bob Seger
The Distance
(1982) The Fire Inside
(1991)
Singles
1. American Storm
Sortie : mars 1986
2. Like a Rock
Sortie : mai 1986
3. It's You
Sortie : août 1986
4. Miami
Sortie : novembre 1986

Like a Rock est le 13e album studio du rocker américain, Bob Seger et le 5e réalisé en compagnie du Silver Bullet Band. Il est sorti en avril 1986 sur le label Capitol Records et a été produit par Bob Seger et Punch Andrews.

## Historique
Il a été enregistré principalement à Hollywood dans les studios de la maison de disque. Trois exceptions cependant, « American Storm », enregistré à Los Angeles, « Like a Rock » enregistré à Miami et la reprise du Creedence Clearwater Revival, Fortunate Son qui a été enregistré en public au fameux Cobo Hall de Détroit. Ce dernier titre ne figure pas sur la version vinyle de l'album, faisant office de face B du single « American Storm », il sera rajouté sur la version compact disc.
Cet album marquera un changement temporaire dans l'orientation musicale de Bob Seger, un son et des compositions plus pop/rock y sont présents.
Le titre qui donne son nom à l'album sera utilisé pendant une dizaine d'années par Chevrolet pour les pubs de ses pick-up.
Il est le premier album du Silver Bullet Band où ne figure pas The Muscle Shoals Rhythm Section.
Aux États-Unis, cet album obtint un disque de platine et se classa à la 3e place du Billboard 200 le 24 mai 1986. Les nombreux singles issus de l'album seront classés dans les différents charts américains.
Dans les charts du Royaume-Uni, l'album se classa à la 35e place

## Liste des titres
Toutes les chansons sont écrites et composées par Bob Seger, sauf indications contraire.
| 1. | American Storm | 4:00 |
| 2. | Like a Rock    | 5:54 |
| 3. | Miami          | 4:39 |
| 4. | The Ring       | 5:32 |

| 5. | Tightrope         | - Bob Seger - Graig Frost | 4:30 |
| 6. | Aftermath         | - Bob Seger - Graig Frost | 3:28 |
| 7. | Sometimes         |                           | 3:30 |
| 8. | It's You          |                           | 4:01 |
| 9. | Somewhere Tonight |                           | 4:21 |

| 10. | Fortunate Son | John Fogerty | 3:20 |

## Musiciens du groupe
- Bob Seger : chant, piano, guitares
- Graig Frost : claviers
- Chris Campbell : basse
- Alto Reed : saxophones alto et bariton

## Musiciens additionnels

### Claviers
- Bill Payne : claviers sur tous les titres sauf Tightrope.
- David Cole : synthésizeurs sur It's You.

### Batterie et percussions
- Russ Kunkel : batterie sur American Storm.
- John Robinson : batterie sur Miami, Aftermath, Sometimes, It's You et Somewhere Tonight.
- Gary Mallaber batterie sur The Ring.
- Paulinho Da Costa : percussions sur Miami, Aftermath et It's You.
- Don Brewer : batterie sur Fortunate Son.

### Guitares
- Pete Carr : guitare sur American Storm.
- Rick Vito : guitare acoustique (Miami, The Ring), slide et solo (Like a Rock, Tightrope, Aftermath) et guitare électrique (Somewhere Tonight).
- Dawaine Bailey : guitare acoustique (Like a Rock) et guitare électrique (Fortunate Son).
- Fred Tackett : guitare acoustique (The Ring, Somewhere Tonight), guitare électrique et solo (Sometimes).
- Dan Huff : guitare électrique sur Sometimes.
- Mark Chatfield : guitare électrique sur Fortunate Son.

### Choristes
- The Weather Girls (Izora Amrstead & Martha Wash) : chœurs sur Like a Rock et Tightrope et Aftermath.
- Douglas Kibble : chœurs sur Like a Rock.
- Don Henley : chœurs et harmonies vocales sur Miami.
- Timothy B. Schmit : chœurs sur Miami.
- Shaun Murphy : chant féminin et chœurs sur tightrope, harmonies vocales sur Sometimes, It's You, chœurs sur Aftermath, It's You et Somewhere Tonight.
- Mark Creamer : chœurs sur Tightrope, Aftermath, It's You et Somewhere Tonight.
- Laura Creamer : chœurs sur Tightrope, Aftermath, It's You et Somewhere Tonight.
- Donny Gerard : chœurs sur Tightrope, Aftermath, It's You et Somewhere Tonight.

### Instruments à vent
- Jerry Hey : trompette sur Miami, Tightrope, Aftermath et Sometimes.
- Gary Grant : trompette sur Miami.
- Bill Reichenbach : trombone sur Miami, Tightrope, Aftermath et Sometimes.
- Kim Hutchcroft : saxophone sur Miami et Sometimes.
- Mark Russo : saxophone sur Miami, ''Tightrope, Aftermath et Sometimes.
- Gary Herbick : saxophone sur Miami.
- Ernie Watts : saxophone sur Miami, Aftermath et Sometimes.

## Charts et certifications

### Album
Charts
| Pays        | Durée du classement | Meilleur classement | Date          |
| ----------- | ------------------- | ------------------- | ------------- |
| Allemagne   | 6 semaines          | 53e                 | 12 mai 1986   |
| Autriche    | 2 semaines          | 30e                 | 1er juin 1986 |
| Canada      | 39 semaines         | 6e                  | 17 mai 1986   |
| États-Unis  | 62 semaines         | 3e                  | 24 mai 1986   |
| Norvège     | 7 semaines          | 4e                  | 21 avril 1986 |
| Pays-Bas    | 4 semaines          | 38e                 | 26 avril 1986 |
| Royaume-Uni | 6 semaines          | 35e                 | 26 avril 1986 |
| Suède       | 7 semaines          | 12e                 | 30 avril 1986 |
| Suisse      | 6 semaines          | 17e                 | 27 avril 1986 |

Certifications
| Pays       | Ventes      | Certification | Date         |
| ---------- | ----------- | ------------- | ------------ |
| États-Unis | 1 000 000 + | Platine       | 28 mai 1986  |
| Canada     | 200 000 +   | 2 × Platine   | 19 août 1986 |

## Singles
| Single         | Chart                  | durée du classement | Position | Date              |
| -------------- | ---------------------- | ------------------- | -------- | ----------------- |
| American Storm | Hot 100                | 14 semaines         | 13e      | 3 mai 1986        |
| American Storm | Mainstream Rock Tracks | 10 semaines         | 2e       | 12 avril 1986     |
| American Storm | RPM Top Singles        | 13 semaines         | 26e      | 26 avril 1986     |
| American Storm | Mega Top 50            | 1 semaine           | 50e      | 26 avril 1986     |
| American Storm | UK Singles Chart       | 2 semaines          | 77e      | 12 avril 1986     |
| Like a Rock    | Hot 100                | 13 semaines         | 12e      | 12 juillet 1986   |
| Like a Rock    | Mainstream Rock Tracks | 13 semaines         | 1er      | 17 mai 1986       |
| Like a Rock    | Adult Contemporary     | 11 semaines         | 21e      | 26 juillet 1986   |
| Like a Rock    | RPM Top Singles        | 17 semaines         | 33e      | 2 août 1986       |
| It's You       | Hot 100                | 9 semaines          | 52e      | 20 septembre 1986 |
| It's You       | Mainstream Rock Tracks | 9 semaines          | 8e       | 6 septembre 1986  |
| It's You       | Adult Contemporary     | 9 semaines          | 22e      | 27 septembre 1986 |
| It's You       | RPM Top Singles        | 6 semaines          | 57e      | 4 octobre 1986    |
| Miami          | Hot 100                | 9 semaines          | 70e      | 29 novembre 1986  |
| Miami          | Mainstream Rock Tracks | 3 semaines          | 47e      | 29 novembre 1986  |
| Fortunate Son  | Mainstream Rock Tracks | 8 semaines          | 9e       | 12 avril 1986     |
| Tightrope      | Mainstream Rock Tracks | 6 semaines          | 35e      | 17 mai 1986       |